# Kassina maculata
Kassina maculata és una espècie de granota de la família dels hiperòlids que viu a Kenya, Malawi, Moçambic, Sud-àfrica, Eswatini, Tanzània i Zimbàbue.
Està amenaçada d'extinció per la pèrdua del seu hàbitat natural.